# إنتربرو
إنتربرو (بالإنجليزية: InterPro)‏ هي قاعدة بيانات لعوائل البروتين ومجالاتها والمواقع الوظيفية التي التي تعطي الملامح المميزة في البروتينات المعروفة ويمكن تطبيقها على تسلسل البروتين الجديد من أجل تميزها وظيفياً.